# Dreya Weber
Pour les articles homonymes, voir Weber.
Dreya Weber, nom d’artiste de Andrea Weber, née le 8 mai 1961 à Bloomington dans l'Indiana, est une productrice, actrice et acrobate américaine.

## Biographie
En 2006, Dreya Weber tient l'un des deux rôles principaux du film saphique The Gymnast avec Addie Yungmee.
Weber est mariée à l'acteur et réalisateur américain Ned Farr qui a réalisé le film The Gymnast.
Elle se décrit comme étant omnisexuelle, car elle trouve la bisexualité trop étroite.

## Filmographie
- 1986 : Lord Mountbatten: The Last Viceroy (série télévisée) : Pamela Mountbatten
- 1996 : Everything Relative : Luce
- 1999-2000 : The Practice (série télévisée) : Madame Henderson, la sœur de Stacy Kingman
- 2001 : Lovely & Amazing : Donna
- 2002 : The Contractor (court métrage) : Claire Stevenson
- 2002 : Dream a Little Dream for Me (court métrage) : Pearl
- 2005 : The Catcher (court métrage)
- 2006 : The Gymnast : Jane
- 2006 : Company Town de Thomas Carter (téléfilm) : Jane Peroux
- 2009 : The Neighborhood Ball: An Inauguration Celebration (téléfilm) : la spécialiste antigravité
- 2010 : A Marine Story : Alexandra Everett
- 2011 : Water for Elephants : l'artiste de cirque
- 2011 : The Dinah Girls (téléfilm) : elle-même
- 2014 : Raven's Touch : Raven

## Productions
- 2010 : A Marine Story
- 2006 : The Gymnast